# Bauerbach (Kraichbach)
Der Bauerbach ist ein 4,2 km langer Bach im baden-württembergischen Landkreis Karlsruhe, der zwischen Flehingen und Gochsheim von links in den Kraichbach mündet.

## Name
Das gleichnamige Dorf Bauerbach wurde im Jahr 788 als Burbach erstmals schriftlich erwähnt. Der Name geht auf das althochdeutsche Wort būr „Häuschen, Hütte, Vorratsraum“ zurück. 
Der Bach selbst wurde in den historischen Quellen unterschiedlich bezeichnet: So taucht er im Jahr 1537 als Gießgraben („vf den gußgraben“), 1695 als Flußgraben („uf den Flusgraben“) und ebenfalls 1537 schlicht als Bach („stoßt vf bach“) auf.

## Geographie

### Verlauf
Der Bauerbach entspringt etwa 900 Meter südöstlich von Bretten-Bauerbach am Waldesrand des Distrikts Brendhelle auf einer Höhe von etwa 210 m ü. NHN. Von dort aus fließt er zunächst in nordwestlicher Richtung durch Acker- und Wiesenflächen. Nach etwa 800 Fließmetern kreuzt er die Kraichgaubahn, die Karlsruhe mit Heilbronn verbindet. Kurz darauf nimmt er von rechts seinen ersten Zufluss auf, den 174 Meter langen Weiherbrunnengraben.
Nach rund 1,4 Kilometern erreicht der Bach das Siedlungsgebiet von Bauerbach. Dort wendet er sich nach Norden, verläuft unterirdisch unter der Brunnenstraße und zieht anschließend in etwa 50 Meter Abstand parallel zur Bürgerstraße weiter. Auf Höhe der St.-Peter-Kirche verlässt er allmählich das Ortsgebiet und nimmt wenig später einen 1,6 Kilometer langen Zufluss von links auf.
Anschließend folgt sein Lauf der Kreisstraße 3506, die in die Landesstraße L554 (zwischen Gochsheim und Flehingen) mündet. Gegenüber dem Flurstück „Steinhälde“ erhält der Bauerbach einen weiteren, ebenfalls 1,6 Kilometer langen, linken Zufluss, der in früheren Quellen als Nessiggraben oder Gießgraben bezeichnet wurde.  Zusätzlich wird der Bach vom Langen Graben gespeist, der 1,5 Kilometer lang ist und in der Nähe des sogenannten Holsteinhofs in den Bauerbach mündet.
Letztlich mündet er östlich der Kläranlage von Oberderdingen nach insgesamt 4,2 Fließkilometern auf etwa 155 m ü. NHN von links in den Kraichbach.

### Einzugsgebiet
Das mehr als 9 Quadratkilometer große Einzugsgebiet des Bauerbachs liegt im Brettener Hügelland, einer Teillandschaft des Kraichgaus. Im Uhrzeigersinn grenzt es an die Einzugsgebiete des Kraichbachs (nördlich), Bolzener Grabens (nordöstlich), Zigeunergrabens (östlich), Gölshäuser Dorfbachs (südlich) sowie des Saalbachs und Riedgrabens (beide westlich). 
Die höchste Erhebung bildet mit 259 m ü. NHN der Wintersberg am südlichsten Punkt des Gebiets nahe Gölshausen. Die Landschaft ist überwiegend landwirtschaftlich geprägt; etwa ein Drittel ist bewaldet. Innerhalb des Einzugsgebiets liegt ausschließlich das Dorf Bauerbach.

### LUBW
Amtliche Online-Gewässerkarte mit passendem Ausschnitt und den hier benutzten Layern: Karte von Lauf des Bauerbachs

Allgemeiner Einstieg ohne Voreinstellungen und Layer: Daten- und Kartendienst der Landesanstalt für Umwelt Baden-Württemberg (LUBW) (Hinweise)
1. 1 2  Höhe nach dem Höhenlinienbild auf dem Hintergrundlayer Topographische Karte.
2. ↑  Länge nach dem Layer Gewässernetz (AWGN).
3. ↑  Einzugsgebiet abgemessen auf dem Hintergrundlayer Topographische Karte.
4. ↑  abgemessen auf dem Hintergrundlayer Topographische Karte.

### Andere Belege
1. ↑  Josef Schmithüsen: Geographische Landesaufnahme: Die naturräumlichen Einheiten auf Blatt 161 Karlsruhe. Bundesanstalt für Landeskunde, Bad Godesberg 1952. → Online-Karte (PDF; 5,1 MB)
2. ↑  Ernst Schneider: Die Flurnamen der Stadt Bretten – Ein Beitrag zur Namenkunde des Kraichgaues. Esser Druck Bretten 1985, S. 133 und 141–143.
3. ↑  Ernst Schneider (1985): S. 154